# سوازنا برونيتي
سوازنا برونيتي (بالإسبانية: Susana Brunetti)‏ هي ممثلة أرجنتينية، ولدت في 25 أكتوبر 1941 في الأرجنتين، وتوفيت بنفس المكان في 20 يونيو 1974.

## وصلات خارجية
- سوازنا برونيتي على موقع IMDb (الإنجليزية)
- سوازنا برونيتي على موقع قاعدة بيانات الفيلم (الإنجليزية)